# Михайло-Ларинський заказник
Миха́йло-Ла́ринський заказник — ботанічний заказник місцевого значення в Україні. Розташований на території Вітовського району Миколаївської області, у межах Михайло-Ларинської сільської ради. 
Площа — 14,8 га. Статус надано згідно з рішенням Миколаївської обласної ради від 30.12.2010 року, № 12 задля збереження ділянок зростання рослин, що зникають. 
Заказник займає частину схилу правого берега річки Інгул, близько 2 км на північ від села Михайло-Ларине. 
На території заповідного об'єкта зростає ендемік піщаної флори Нижнього Побужжя волошка білоперлинна, яка належить до видів, що зникають, і занесена до Червоної книги України та Європейського Червоного списку. Поза межами Миколаївської області місць зростання волошки білоперлинної не виявлено. 
Крім волошки білоперлинної в заказнику зростають інші рідкісні види рослин: ковила дніпровська, ковила волосиста, кермечник злаколистий, козельці дніпровські (Європейський Червоний список) та інші види псамофітної флори. Також трапляється ковила Лессінга, сон чорніючий, шафран сітчастий, брандушка різнобарвна, тюльпан дібровний.